# Школьников, Ефим Григорьевич
Ефи́м Григо́рьевич Шко́льников (укр. Юхим Григорович Школьников; 31 января 1939, Чернигов — 3 сентября 2009, Вудбридж) — украинский футболист и тренер, мастер спорта, заслуженный тренер Украины.

## Игровая карьера
С 1960 играл за черниговскую «Десну». В 1965, когда он выступал в составе сборной УССР в Индии, Бирме и Таиланде (забил 8 голов), получил приглашение перейти в московский «Спартак» от Николая Старостина, но принял решение остаться в черниговской команде.

## Тренерская карьера
По окончании игровой карьеры тренировал любительскую команду «Химик» (Чернигов), который под его руководством стал Чемпионом УССР среди коллективов физкультуры. В 1977 году на основе «Химика» была возрождена «Десна», в 1982 году занявшая 2 место в украинской зоне Второй лиги СССР. С винницкой «Нивой» (1983—1986) 3 сезона подряд выигрывал медали во Второй всесоюзной лиге. В 1987—1992 руководил «Буковиной» (1988 — 1 место, 1989 — 2). В 1990 команда вышла в Первую лигу СССР и в следующем сезоне заняла 5 место. В 1991 году после распада Советского Союза был одним из претендентов на должность главного тренера национальной сборной Украины.
В 1992 году вернулся в «Ниву», которую с 1 места вывел в Высшую лигу Чемпионата Украины. В 1996 занял 2 место в Первой лиге с «Буковиной», позже выводил в Первую лигу «Десну» (1997) и «Полесье» (2001). Также работал начальником команды ФК «Черкассы» и спортивным директором черниговской «Десны».

## Достижения

### СССР
Чемпионат УССР
- Чемпион (2): 1984, 1988.
- Серебряный призёр (3): 1982, 1985, 1989.
- Бронзовый призёр: 1983.

Вторая лига СССР
- Победитель: 1990.

Чемпионат УССР среди коллективов физкультуры
- Чемпион: 1976.
- Бронзовый призёр: 1970.

Чемпионат Черниговской области
- Чемпион (4): 1969, 1970, 1971, 1976.

Другие
- Победитель первенства Вооруженных Сил СССР[4]: 1973.

### Украина
Первая лига Украины
- Победитель: 1993.
- Серебряный призёр: 1996.

Вторая лига Украины
- Победитель (2): 1997, 2001.

Кубок Второй лиги Украины
- Обладатель: 2001.